# Scheker
Scheker (kirgisisch und russisch Шекер, auch Sheker) ist ein Ort im Nordwesten Kirgisistans, nahe der Grenze zu Kasachstan. Bekanntheit erlangte der Ort mit 3.573 Einwohnern als Geburtsort des berühmten kirgisischen Schriftstellers Tschingis Aitmatow.

## Lage
Scheker liegt im äußersten Nordwesten Kirgisistans im Oblus Talas und im Rajon Karabuura. Im Norden und im Westen des Orts befindet sich die kasachisch-kirgisische Grenze, die Region insgesamt ist geprägt vom Gebirge Talas-Alatau. Im Süden von Scheker erhebt sich mit dem 4484 Meter hohen Pik Manas der höchste Berg des Talas-Alataus. Der Ort selbst befindet sich auf einer Höhe von 1167 Metern im nordwestlichen Ausläufer des Talas-Tals, das vom gleichnamigen Fluss Talas durchflossen wird.

## Infrastruktur und Sehenswürdigkeiten
Die Infrastruktur in der gebirgigen und dünn besiedelten Region ist kaum ausgebaut. Die Gebietshauptstadt Talas im Osten von Scheker ist an das nationale Fernstraßennetz angebunden und kann von Scheker aus per Bus erreicht werden. In der Stadt gibt es zwei Moscheen, wobei eine davon aus dem 18. oder 19. Jahrhundert stammt, während die zweite Moschee ein deutlich jüngerer Bau ist.
Prägend für den Ort ist der bekannteste Sohn der Stadt und einer der bekanntesten Kirgisen allgemein, der Schriftsteller Tschinigs Aitmatow. In Scheker wurde 1978 anlässlich des 50. Geburtstages des Schriftstellers ein kleines Museum eingerichtet das Dokumente und Fotos zum Leben des berühmten Kirgisen präsentiert. Außerdem gibt es eine kleine Sammlung von Statuen, die Figuren aus den Werken Aitmatows darstellen. Noch heute leben Verwandte Aitmatows in Scheker, die vereinzelt Führungen für Touristen anbieten.